# Kitao Shigemasa
En aquest nom japonès, el cognom és Kitao.

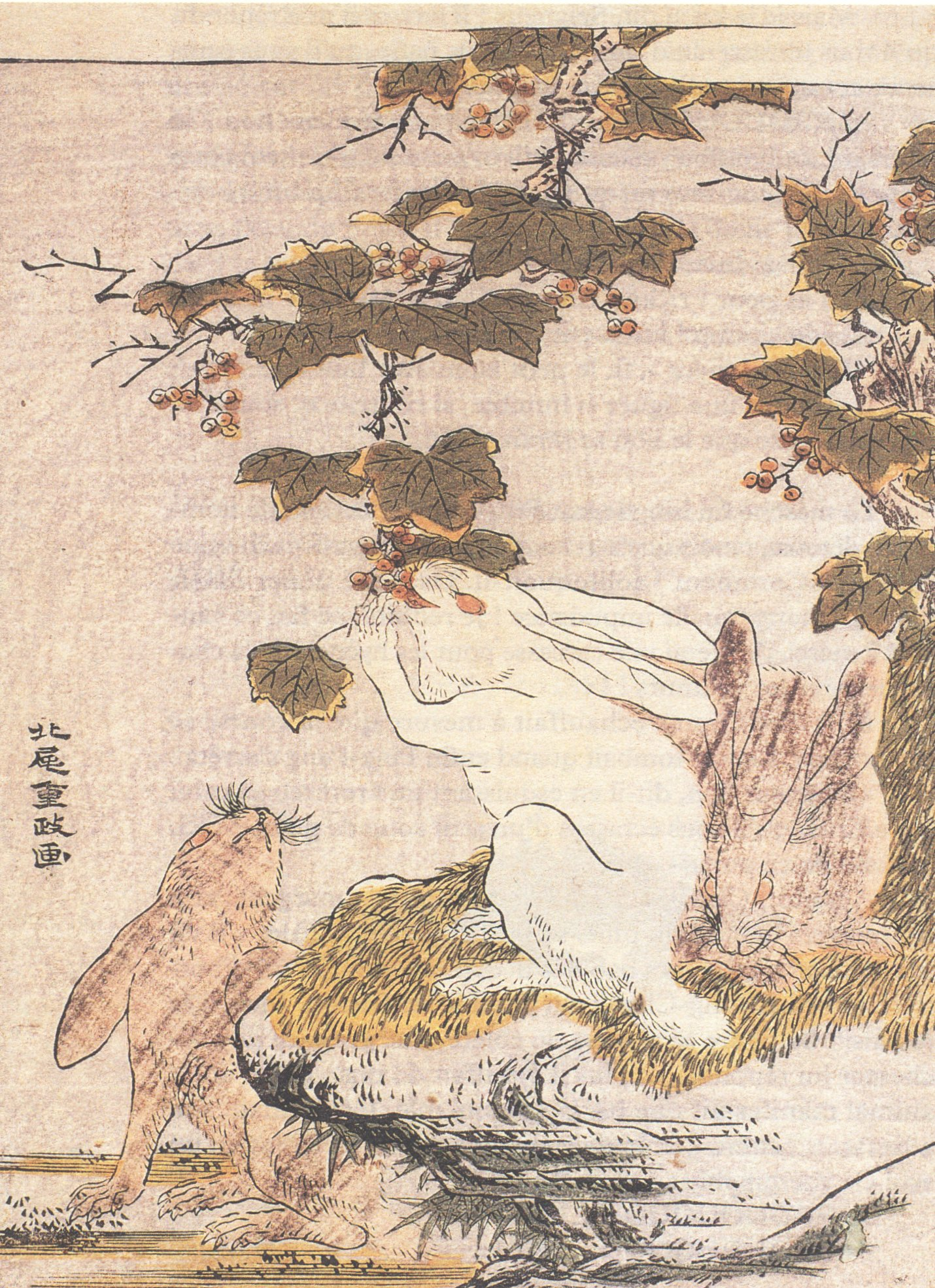
Dibuix de Kitao Shigemasa sobre uns conills.

Kitao Shigemasa (japonès: 北尾 重政) (1739-1820) va ser un japonès d'ukiyo-e d'Edo. Va ser un dels principals gravadors de la seva època, però les seves obres han estat lleugerament fosques. Es destacà per les pintures de geishes. També és conegut per les seves haikai i la seva cal·ligrafia. Va fundar l'escola Kita.